# 马来亚大学华文学会
马来亚大学华文学会（简称马大华文学会，缩写）是马来亚大学的学生组织之一。

## 简史
马大华文学会成立于1986年12月11日，是马大最大的华人学生组织，有1千多名会员，马来亚大学中文系也有马来族和印度族的同学。它在推广华文和促进各民族学生之间的交流方面发挥着作用。
在马来西亚学生运动全盛时期的1970年代，马来西亚国会下议院在1974年12月19日发表白皮书，指马大华文学会涉及马来亚共产党之颠覆活动而关闭华文学会。12年后，新的马大华文学会在1986年12月24日获准成立。
2017年10月30日，马大校方以未经校方允许擅自举办2项活动、活动告示仅有中文等理由，宣布将马大华文学会冻结一个学期，并禁学生发表公开声明，这是1974年以来第一次停社，引起各政党与非政府组织的关注与声援。经过学会与校方谈判，校方于12月21日允许学会局部解冻，以举办年度的第十六届全国大专辩论会（全辩），这是一项各大专院校的校际华文辩论比赛。